# Prisledare
Prisledare är det företag på marknaden som av konsumenterna upplevs ha de lägsta priserna. Prisledarstrategi är en strategi i marknadsföring där företaget bygger sin konkurrenskraft på att vara billigare än konkurrenterna.